# Куликовка (Рузаєвський район)
Кулико́вка (рос. Куликовка, ерз. Куликовка) — село у складі Рузаєвського району Мордовії, Росія. Входить до складу Хованщинського сільського поселення.

## Населення
Населення — 15 осіб (2010; 23 у 2002).
Національний склад (станом на 2002 рік):
- мокшани — 91 %